# Cartea neagră a comunismului
Cartea neagră a comunismului: Crime, teroare, represiune este o carte care descrie istoria represiunilor politice și civile din statele comuniste incluzând genocidurile, execuțiile extrajudiciare, deportările și stările de foamete provocate. Cartea a fost publicată în 1997 în Franța cu titlul Le Livre noir du communisme: Crimes, terreur, répression. Cartea a fost scrisă de mai multe cadre universitare europene și editată de Stéphane Courtois.

## Cuprins

### Numărul estimat de victime
Introducerea formulată de Stéphane Courtois afirmă că „...Regimurile comuniste...au transformat crimele în masă în sistem de guvernare în plină floare.” El citează un număr total de 94 de milioane de morți fără să fie numărate și „decesele în exces” (scăderea populației cauzată de scăderea natalității).  Numărul de decese dat de Courtois este urmatorul:
- 65 de milioane în Republica Populară Chineză
- 20 de milioane în Uniunea Sovietică
- 2 milioane în Cambodgia
- 2 milioane în Coreea de Nord
- 1,7 milioane în Africa
- 1,5 milioane în Afganistan
- 1 milion în statele comuniste din Europa de Est
- 1 milion în Vietnam
- 150.000 în America Latină
- 10.000 de decese în urma acțiunilor mișcărilor comuniste internaționale și a partidelor comuniste care nu erau la putere

Courtois susține că regimurile comuniste sunt responsabile pentru un număr de decese mai mare decât oricare altă ideologie sau mișcare politică, inclusiv Nazismul. Statisticile victimelor fac referire la execuții, distrugerea intenționată a populației prin foamete, și decesele cauzate de deportări, muncă forțată, etc

### Represiunile sovietice
Represiunile și foametea care au avut loc în Uniunea Sovietică în cadrul regimurilor lui Lenin și Stalin descrise în carte sunt:
- execuția a zeci de mii de ostatici și prizonieri, și uciderea a sute de mii de muncitori și țărani revoltați din 1918 până în 1922;
- foametea din Rusia, care a cauzat moartea a 5 milioane de oameni;
- exterminarea și deportarea cazacilor de pe Don în 1920;
- uciderea a zecilor de mii de încarcerați în lagărele de concentrare între anii 1918 - 1930;
- epurarea cea mare care a ucis aproape 690.000 de oameni;
- desculacizarea a 2 milioane de culaci între 1930 - 1932;
- moartea a 4 milioane de ucraineni (Holodomor) și a altor 2 milioane pe vremea foametei sovietice din 1932 - 1933;
- deportarea polonezilor, ucrainenilor, moldovenilor și a oamenilor din statele baltice din 1939 - 1941 și 1944 - 1945;
- deportarea germanilor de pe Volga în 1941;
- deportarea tătarilor crimeeni în 1943;
- deportarea cecenilor în 1944;
- deportarea ingușilor în 1944 (Vezi și Transferuri de populație în Uniunea Sovietică).

### Compararea comunismului și nazismului
Courtois consideră Comunismul și Nazismul nu foarte diferite ca sisteme totalitare. El susține că regimurile comuniste au omorât „aproximativ 100 de milioane de oameni față de cele 25 de milioane săvârșite de Nazism”. Courts susținea că metodele de exterminare în masă au fost preluate după metodele sovietice. Ca exemplu, el îl citează pe oficialul statului nazist Rudolf Höss care a organizat faimosul lagăr de concentrare de la Auschwitz. Potrivit lui Höss:
| “ | Șeful Serviciul de Securitate al Reich-ului a trimis comandanților o întreagă colecție de rapoarte în legătură cu lagărele de concentrare ale rușilor. Acestea descriu în detaliu condițiile și organizarea lagărelor rusești, așa cum este furnizat de către foști deținuți care au reușit să scape. S-a pus mare accent pe faptul că rușii, prin angajarea lor masivă în munca forțată, au distrus popoare întregi. | ” |

Courtois susține că genocidurile sovieticilor asupra popoarelor care locuiau în Caucaz și exterminarea unui număr mare de grupuri sociale în Rusia nu erau foarte diferite de cele executate de naziști. Ambele sisteme comuniste și naziste consideră o parte a umanității nedemne de existență. Diferența este că modelul comunist se bazează pe sistemul de clase, în timp ce modelul nazist pe considerente de rasă și teritoriu. Courtois susținea că:
| “ | Genocidul împotriva unei „clase sociale” poate fi echivalent cu genocidul împotriva unei „rase” - foametea deliberată a unui copil chiabur ucrainean ca urmare a foametei provocate de regimul lui Stalin este „echivalent cu înfometarea copiilor evrei din Varșovia ca urmare a foametei provocate de regimul nazist”. | ” |